# 诸暨县
诸暨县，中国旧县名。
秦朝时置，治所在今浙江省诸暨市城关镇，属会稽郡。唐末光启年间，改暨阳县。吴越国时，复名诸暨县，属越州。南宋时属绍兴府。元朝元贞元年（1295年）升为诸暨州，至正十九年（1359年）改诸全州，二十六年复改诸暨县。明、清属绍兴府。1989年撤销；改设诸暨市。 